# Syster Karin
Syster Karin, folkbokförd Karin Maria Margareta Johansson, född den 9 augusti 1958, är en svensk nunna och sedan 29 november 2019 priorinna för Alsike kloster.

## Biografi
Syster Karin växte upp i Södertälje. Efter musikstudier vid musikhögskolan Ingesund sökte hon sig till klosterlivet vid 25 års ålder, och hon har varit nunna i Alsike sedan 1983. I november 2019 installerades syster Karin som ny priorinna på Alsike kloster.
Klostret har genom åren blivit en tillflyktsort för många flyktingar och dess nunnor har upprepade gånger uttalat kritik mot svensk flyktingpolitik. Syster Karin hävdar att svensk tillämpning varit mycket restriktiv i sin bedömning av flyktingskäl, men desto mer tillåtande i beviljande av uppehållstillstånd av humanitära skäl uppkomna i Sverige. Detta har gjort att uppehållstillstånd enligt henne beviljats först efter att flyktingsituationen påverkat den asylsökande i kroppsligt hänseende och gett olika hälsoproblem.
År 2014 tilldelades syster Karin tillsammans med syster Ella och syster Marianne utmärkelsen Årets Livsgärning i galan Svenska Hjältar i TV4 för att de i snart fyra decennier gett flyktingar en fristad i klostret.
Den 24 juli 2015 var syster Karin värd för Sommar i P1.